# José Bonifacio Vergara Correa

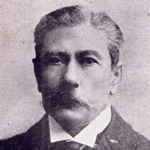
Retrato de José Bonifacio

José  Bonifacio Vergara Correa (Talca, 18 de enero de 1844-Santiago de Chile, 12 de abril de 1919) fue un diputado, abogado y agricultor chileno.

## Biografía
Hijo de Diego Vergara Albano y de Jesús Correa Albano y hermano del diputado Diego Vergara Correa. Contrajo matrimonio con Inés Errázuriz Errázuriz, hija de Manuel Antonio Errázuriz Salas y de María Rosa Errázuriz Mayo. 
Tuvieron siete hijos que fueron José Manuel, Emilio, Samuel, Camilo, Rosa, Julio, Inés y Elena.

## Estudios
Realizó sus estudios en el Instituto Nacional de Santiago y posteriormente ingreso a estudiar leyes en la Universidad de Chile y juro como abogado el 25 de julio de 1867.

## Vida pública
Fue intendente de Talca, consejero de la caja de crédito hipotecario de Santiago y miembro de la Junta de Gobierno de Iquique en 1891. Participó en las batallas de la guerra civil de 1891 de Concón y Placilla y posteriormente fue delegado del 2° regimiento en la intendencia del ejército balmacedista.

### Diputado
Fue diputado por Talca, Lontue y Curepto en los períodos 1897-1900, 1900-1903, 1903-1906, 1906-1909. Durante los períodos parlamentarios integró las comisiones de educación, beneficencia. Formó la Comisión conservadora para el receso 1898-1898, 1904-1905 y fue reemplazante en la comisión de Hacienda e Industria, la Comisión de Instrucción Pública, la de Legislación y Justicia, la de Guerra y Marina y la de Beneficencia y Culto en 1905–1906.